# آندریاس واگنهاوس
آندریاس واگنهاوس (به آلمانی: Andreas Wagenhaus) بازیکن فوتبال و مدافع اهل آلمان شرقی بود که از سال ۱۹۹۰ میلادی عضو تیم ملی فوتبال آلمان شرقی بوده‌است. وی در ۳ بازی ملی حضور داشته و در بازی‌های ملی‌اش گلی به ثمر نرساند. آندریاس واگنهاوس آخرین بازی ملی خود را در سال ۱۹۹۰ میلادی انجام داد.